# Janosch Dziwior
Janosch Dziwior (* 19. September 1974 in Knurów, Oberschlesien) ist ein ehemaliger deutscher Fußballspieler.

## Karriere
Janosch Dziwior, Verteidiger und Mittelfeldspieler, hatte seine beständigste Zeit beim 1. FC Köln, auch wenn es nie langfristig zu einem Stammplatz in der ersten Elf gereicht hat. Dort arbeitete er, der in der Jugend für Carbo Gleiwitz und SV Huchem-Stammeln die Fußballschuhe anzog, mit den Trainern Morten Olsen, Stephan Engels, Peter Neururer und in seiner zweiten Phase in Köln Ewald Lienen, Christoph John (dem ehemaligen Trainer der zweiten Mannschaft in der Regionalliga Nord) und Friedhelm Funkel zusammen. 2002 verließ er die Kölner erneut. Es folgten Einjahres-Arrangements bei Eintracht Braunschweig (2002/03), Fortuna Düsseldorf (2003/04) und dem KFC Uerdingen 05. Von 2005 bis 2007 war er Co-Trainer der 2. Mannschaft von Fortuna Düsseldorf. Im Juni 2011 übernahm Dziwior das Traineramt der B-Junioren von Lukas Podolskis Heimatclub dem FC Bergheim 2000. Insgesamt bestritt er 184 Spiele in der 1. und 2. Bundesliga.
Seit 2009 arbeitet Dziwior als Paketbote.

## Statistik
- 1. Bundesliga
67 Spiele; 3 Tore 1. FC Köln

- 2. Bundesliga
26 Spiele; 1 Tor 1. FC Köln
62 Spiele; 2 Tore FC Gütersloh
29 Spiele; 1 Tor Eintracht Braunschweig

- Regionalliga Nord
4 Spiele KFC Uerdingen

- DFB-Pokal
8 Spiele, 1 Tor 1. FC Köln

- UI-Cup
5 Spiele 1. FC Köln

## Erfolge
- 2000 Aufstieg in die 1. Bundesliga